# الجبهة الشعبية (أوكرانيا)
الجبهة الشعبية (بالأوكرانية: Народний фронт), حزب سياسي أوكراني تم تسجيل الحزب رسميا في (2014).